# Paolo Sinibaldi
Paolo Sinibaldi (Lucca, 24 aprile 1806 – ...) è stato un politico italiano.

## Biografia
Ingegnere, laureato in scienze fisiche e matematiche e di professione docente universitario, fu nominato per Regio decreto gonfaloniere di Lucca il 27 maggio 1859, prima massima carica comunale di Lucca dopo l'annessione al Regno di Sardegna, nonché primo cittadino livornese del Regno d'Italia, rimanendo in carica fino al 30 novembre 1863.
Alle elezioni del febbraio 1861 venne eletto deputato dell'VIII legislatura del Regno d'Italia per il collegio elettorale di Borgo a Mozzano, battendo il deputato uscente Antonio Mordini. Rassegnò le dimissioni da deputato il 26 giugno 1863 e fu eletto in suo sostituzione Achille Gennarelli.